# SS-Junkerschule

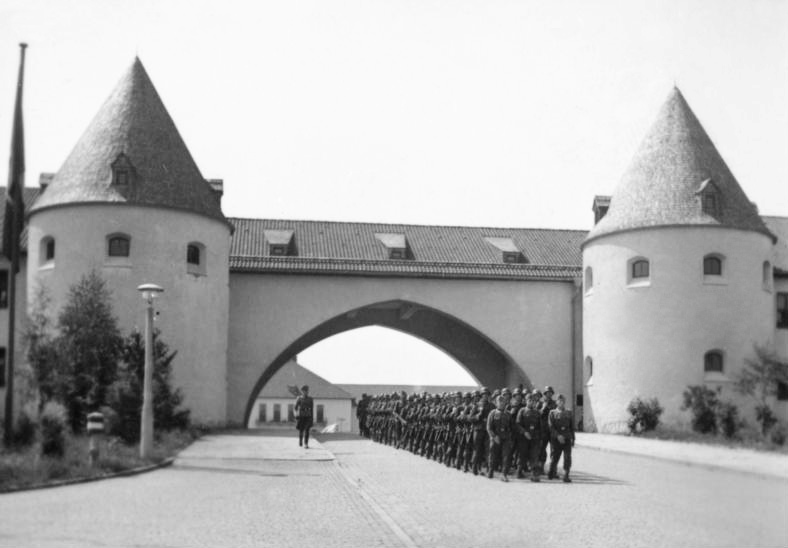
Hoofdingang van de SS-Junkerschule in Bad Tölz, 1942

De SS-Junkerschule (genoemd naar het Duitse predicaat Junker) werd in 1937 als militaire school (Kriegsschule) opgericht en diende tijdens de Tweede Wereldoorlog als opleidingsinstituut voor de Waffen-SS. Er waren op vier verschillende locaties SS-Junkerschulen gevestigd: Bad Tölz, Braunschweig, Klagenfurt en Praag-Dejvice. De studenten kregen naast hun militaire training ook onderwijs in levensbeschouwing en ethiek volgens de normen en waarden van de SS. De afgestudeerden werden gezien als toekomstige leiders voor de SS-Verfügungstruppe, Ordnungspolizei, SS-Totenkopfverbände en de Sicherheitsdienst. De leiding van de Waffen-SS zag de Junkerschule als equivalent van de Duitse militaire scholen van de Wehrmacht respectievelijk het Heer. Sommige militaire historici staan kritisch tegenover deze opvatting.
In ongeveer 22 Kriegsjunkerlehrgängen studeerden circa 15.000 SS-leiders (SS-Führer) aan deze opleiding af.

## Geschiedenis

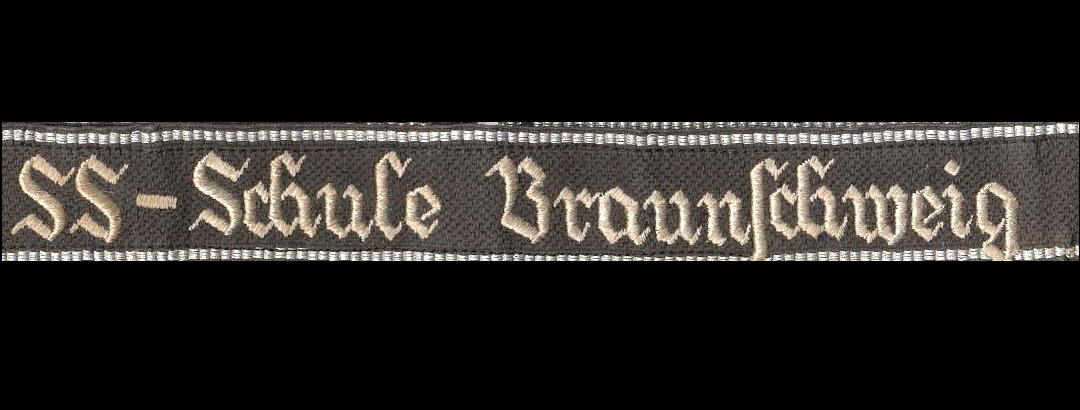
Mouwband van de SS-Junkerschule in Braunschweig

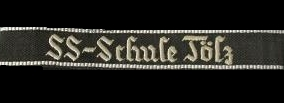
Mouwband van de SS-Junkerschule in Bad Tölz

De SS-scholen waren de eigen scholen van de SS en al vroeg onderdeel van het ambitieuze militaire eliteconcept van Reichsführer-SS Heinrich Himmler. Voor de huisvesting was het mogelijk om terug te vallen op de voormalige volkssportscholen. In deze scholen zouden de toekomstige leiders van de Allgemeine-SS en de bewapende SS-eenheden opgeleid worden. In de herfst van 1936 opende Adolf Hitler in Bad Tölz de eerste school voor de SS-Verfügungstruppe. De commandant van de school was Felix Steiner. In de zomer van 1937 werd de SS-Führerschule in Braunschweig opgericht, waar ook militair leidinggevend personeel voor de SS-Verfügungstruppe opgeleid zou worden. Deze school stond onder leiding van Paul Hausser, de organisatiestructuur was gelijk aan die van de Führerschulen van de Allgemeine-SS. Vanaf de zomer van 1938 zou Hausser bovendien de functie bekleden van Inspekteur der Junkerschulen, met als doel de efficiëntie van deze opleidingscentra te vergroten.
Op 8 augustus 1937 werden de Führerschulen in Bad Tölz en Braunschweig officieel omgedoopt tot SS-Junkerschulen. De Junkerschulen waren nu ingericht naar voorbeeld van de militaire scholen van het Heer, met vergelijkbare opleidingseisen, voor de komende generatie leiders van de Waffen-SS. De militaire training was strikt volgens de regels van het Heer. Als voorbeeld diende klaarblijkelijk de voormalige SS-Unterführerschule Dachau, die in juli 1937 in de school te Bad Tölz opgenomen was.
Naar voorbeeld van de Junkerschulen van de Verfügungstruppe werden er in de loop van de jaren dertig meerdere Führerschulen voor SS en politie opgericht, die zich aan de opbouw en de organisatiestructuur van de Junkerschulen conformeerden. Alleen op opleidingszwaartepunten weken deze scholen van de Junkerschulen af.
In juni 1940 werden de Junkerschulen, in het kader van een reorganisatie die 179 afdelingen van de Allgemeine-SS raakte, met de SS-Totenkopfverbände, Hauptämter en de SS-Verfügungstruppe samengevoegd in de Waffen-SS. Trouw aan de tradities van het Heer, werd de aspirant-officier nu als regulier kandidaat-leider (Führeranwärter) of als kandidaat in de Führerreserve (ongeveer vergelijkbaar met een kandidaat-officier in militaire reserve) gedetacheerd aan de Junkerschule. 
In de zomer van 1943 werd in Klagenfurt-Lendorf de SS-Junkerschule Klagenfurt geopend, in een subkamp van het concentratiekamp Mauthausen en gebouwd door kampgevangenen. De hernoeming in SS- en Waffen-Junkerschule Klagenfurt volgde op 1 juni 1944. Deze school diende voor de opleiding van zowel Duitse als buitenlandse aspirant-officieren. De leider was SS-Standartenführer (later SS-Oberführer) Walter Bestmann.
In het voorjaar van 1944 volgde de ingebruikname van de SS-Junkerschule Prag-Dewitz. De opleiding begon op 3 juli 1944. Op deze school werd, naast de opleiding voor de aankomende generatie leiders, ook lesgegeven aan oorlogsinvaliden. De commandant was SS-Standartenführer Wolfgang Joerchel.

## Opleiding

### SS-Junker
De studenten, SS-Junkers genaamd, legden de eed Meine Ehre heißt Treue op Adolf Hitler persoonlijk af. Na hun afstuderen voltooiden ze meestal een opleiding wapenwetenschap in het concentratiekamp Dachau. Aan het begin van de oorlog werden de afgestudeerden in een gezamenlijke regio van de Allgemeine-SS en politie ingezet, ook als bewakingspersoneel voor een concentratiekamp. Volgens een steekproef in december 1938 vervulde ongeveer 18% van de afgestudeerden een functie in een concentratiekamp.
De SS-Junker werd volgens de nationaalsocialistische ideologie en op rassenpolitieke criteria uitgekozen. De toelatingseisen waren:
- minimaal 23 jaar oud;
- minimaal 1,73 meter lang;
- geen brildrager.

Verder moesten SS-officieren door middel van een Ariernachweis hun Arische afkomst kunnen verantwoorden tot 1750.
Vanzelfsprekend waren de SS-scholen ook een plaats van politieke indoctrinatie. De deelnemers aan de leergang werden bijvoorbeeld massaal tot kerkuittreding gedwongen; een christelijke religie en lidmaatschap van een op neopaganisme georiënteerde gemeenschap pasten volgens de SS-leiding niet bij elkaar. Tegen 1937 had rond 90% van de studenten de kerk verlaten en was Gottgläubig geworden. Dit hadden ze met de leden van de SS-Verfügungstruppe gemeen, van wie begin 1938 rond 80% tot geen enkele geloofsgemeenschap behoorde. Tegen 1943 waren de meesten van hen echter teruggekeerd in de kerken, zoals Felix Steiner herhaaldelijk geëist had.
Bijzondere eisen werden aan de kandidaten voor de Junkerschulen niet gesteld, met uitzondering van sportieve vaardigheden. Zo had ca. 90% van de deelnemers niet meer dan een voltooide basisschool. De opgeleide officieren van de SS-Verfügungstruppe en de Waffen-SS moesten een militaire en raciale elite weergeven.
Tot 1936 was de opleiding aan een Junkerschule geen vervanging van de dienstplicht, dat wil zeggen dat hij niet bij de militaire dienst geteld werd en dat deelnemers tijdens hun opleiding door de Wehrmacht opgeroepen zouden kunnen worden. Vanaf augustus 1938 moesten kandidaten twee jaar gediend hebben en een aanbeveling van hun directe commandant hebben. Later gold een studie aan een Junkerschule als vervulling van de militaire dienst. Hiervan kregen de kandidaten een schriftelijke bevestiging.
Vanwege de sociaal heterogene samenstelling van de studenten, hun zeer uiteenlopende vooropleiding en hun militaire kwalificaties, werd met behulp van sociale instituties het niveau van training en sociaal gedrag zoveel mogelijk gestandaardiseerd.
De SS-Junker droeg gedurende de opleiding zijn eigen uniform en niet zoals de deelnemers aan de Führerschulen een bijzonder uniform. Na het succesvol afronden van de studie keerden de deelnemers als SS-Standartenjunker dan wel SS-Standartenoberjunker (SS-Hauptscharführer) terug naar hun eigen eenheden. Daarna werden ze snel tot SS-Untersturmführer (actief) of SS-Untersturmführer der Reserve bevorderd.

### Lesprogramma
Het lesprogramma van de SS-Junkerschule zag er als volgt uit: 
- Tactiek (Taktik)
- Terreinkennis (Gelände)
- Cartografische kennis (Kartenkunde)
- Gevechtstraining met het eigen wapen (Gefechtsausbildung)
- Algemene praktische troependienst (Allgemeiner praktischer Truppendienst)
- Wapentechniek (Waffentechnik)
- Schieten (Schießausbildung)
- Exerceren (Exerzieren)
- SS- en politiewezen (SS- und Polizeiwesen)
- Bestuurswezen (Verwaltungsezen)
- Fysieke training (Leibesübungen)
- Wapenleer (Waffenlehre)
- Grondbeginselen van de genie (Pionierlehre)
- Grondbeginselen van de verbindingsdienst (Nachrichtenlehre)
- Tank-gevechtskunde (Panzerlehre)
- Wereldbeschouwelijk onderwijs (Weltanschauliche Erziehung)
- Militaire voertuigen (Kfz-Wesen)
- Grondbeginselen van de geneeskundige dienst (Sanitätswesen)
- Luchtmachttheorie (Luftwaffenlehre)
- Arbeidsuren (Arbeitsstunden)
- Duits (Deutschunterricht, voor vrijwilligers die het Duits niet als moedertaal hadden)

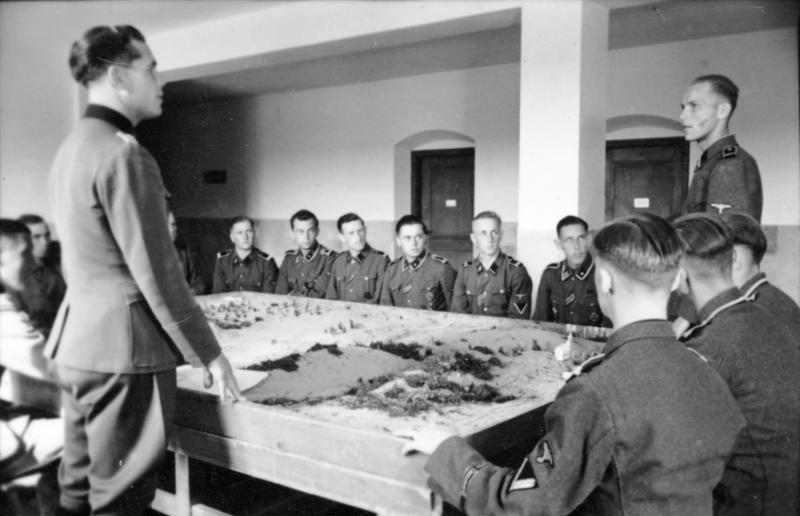
Onderwijs aan de SS-Junkerschule Bad Tölz, 1942

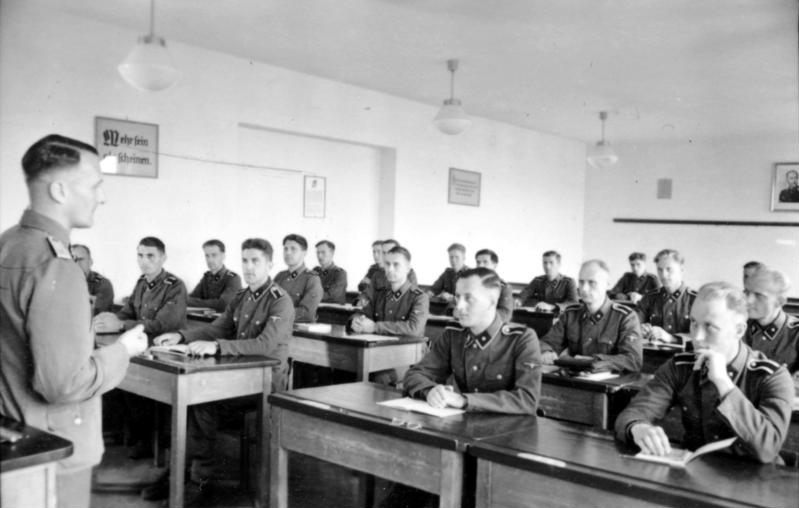
Onderwijs aan de SS-Junkerschule Bad Tölz, 1942

Dit vertaalde zich in een gemiddeld aantal uren per week van:
Voor zover de SS een politieke organisatie was, werden hun toekomstige leiders ook politiek getraind. Na presentatie aan de Reichsführung SS (Rijksleiding van de SS) moest de training uit gelijke delen van militaire training en Weltanschauliche Erziehung (wereldbeschouwelijke opvoeding) bestaan. Dit laatste was niet hetzelfde als het wereldbeschouwelijk onderwijs, maar een leervakoverschrijdend, multidisciplinair onderwijsprincipe. Hier werden Germaanse geschiedenis, Rassenleer en de grondslagen van de zogenaamde Groot-Duitse Lebensraum-filosofie gedoceerd. Alle leervakken werden bepaald door de nationaalsocialistische ideologie, tot aan de sport toe, die de aanvalsgeest in de aspirant-officieren moest wekken en hen omvormen tot inzetbare strijders.
Het doel van deze trainingen was om zich met de beginsel van de SS-ideologie identificeren, bijvoorbeeld met de geopolitieke aanspraken op grond buiten de toenmalige landsgrenzen (Volk ohne Raum, Lebensraum im Osten), met het sociaal darwinisme, met anticommunisme en met antisemitisme.

## Bekende docenten en afgestudeerden

### Docenten
- Adolf Diekmann, verantwoordelijk voor het bloedbad van Oradour-sur-Glane
- Sylvester Stadler, medeverantwoordelijk voor het bloedbad van Oradour-sur-Glane
- Felix Steiner, moest op bevel van Hitler Berlijn ontzetten tijdens de slag om Berlijn
- Cassius Freiherr von Montigny
- Paul Hausser
- Peter Paulsen
- Günter Hellwing, oorlogsmisdadiger, vernietigde de oude stad van Marseille, zat in de Landdag van Noordrijn-Westfalen

### Afgestudeerden
- Karl-Friedrich Höcker, oorlogsmisdadiger, veroordeeld in de Auschwitzprocessen
- Fritz Knöchlein, verantwoordelijk voor het bloedbad van Le Paradis
- Karl Künstler, afgestudeerd in 1936 van Bad Tölz, kampcommandant van het concentratiekamp Flossenbürg
- Joachim Peiper, oorlogsmisdadiger, verantwoordelijk voor het bloedbad van Malmedy[5]
- Johan Havik, Nederlandse SS-vrijwilliger, later werd hij ook met het Ridderkruis van het IJzeren Kruis onderscheiden
- Gerard Mooyman, Nederlander, als eerste niet-Duitser werd hij met het Ridderkruis van het IJzeren Kruis onderscheiden
- Herbert Schweiger, holocaustontkenner